# Бернабо Вісконті
Бернабо Вісконті (*Bernabo I, 1323 — 18 грудня 1385) — сеньйор Мілану в 1354—1385 роках.

## Життєпис

### Молоді роки
Походив з династії Вісконті. Син Стефано Вісконті, графа Арони, та Валентини Доріа з Генуї. Молоді роки провів у міста Арона і Мілан. У 1337 році втратив батька. після цього остаточно перебрався до Мілану.
У липні 1340 року Бернабо разом з братами Маттео і Галеаццо брав участь у змові проти своїх стрийків Лукіно і Джованні, що правили Міланом. Змову було викрито, а Галеаццо разом з братами вигнано з Мілана.
У 1346 році Бернабо разом з братами знову намагався підняти заколот проти стрийків, проте невдало. За наказом Лукіно Вісконті вирушив у вигнання.
Після смерті Лукіно в 1349 році архієпископ Джованні Вісконті зробився одноосібним правителем Мілана, дозволив своїм Бернабо з братами повернутися і зробив їх своїми спадкоємцями.
У 1350 році Бернабо пошлюбив доньку Мастіно II делла Скала, володаря Верони. Цей шлюб дозволив створити політичний і культурний союз між двома державами.

### Сеньйор
У 1354 році після смерті Джованні Вісконті розділив з Маттео і Галеаццо Вісконті владу над міланськими володіннями. Бернабо отримав міста Брешія, Бергамо, Кремона і Крему. У 1355 році після смерті старшого брата Маттео II (за чутками отруєного братами) Бернабо отримав східну Ломбардію. Того ж року разом з братом Галеаццо II купив за 150 тис. флоринів у імператора Карла IV посаду імператорського вікарія. Втім вони не зуміли завадили Генуї здобути незалежність від Мілану.
У 1356 році Бернабо I вступив у конфлікт з імператором Карлом IV Люксембургом. Проти Мілана імператор відправив свого намісника Маркварда фон Рандека, який був розбитий і узятий в полон. В 1360 році папа римський Іннокентій VI відлучив Бернабо від церкви, а Карл IV видав засуджуючий його декрет.
У 1361 року військо Бернабо Вісконті зазнала серйозної поразки у битві при Сан-Руффілло від папської армії під командуванням кондотьєра Галеотті I Малатеста. Проте ця поразка не завадила Бернабо в 1362 році розпочати війну з Мантуєю, скориставшись смертю Уголіно Гонзага (чоловіка небоги Бернабо).
Втім невдовзі за посередництва французького короля Іоанна II Доброго Бернабо уклав мир з новим папою римським Урбаном V, але вже 1363 року знову був відлучений від церкви за те, що відмовився віддати папському легату місто Болонью і з'явитися до Авіньйону.
У 1364 році за посередництва брата Галеаццо II Бернабо Вісконті знову помирився з папою римським, залишивши спірні територію і сплативши компенсацію у 500 тис. флоринів.
Агресивні спроби розширити свою територію Бернабо продовжив наприкінці 1360-х — початку 1370-х. Спочатку в союзі з Кансіньоріо делла Скала, сеньйором Верони, напав на Мантую, але не зміг її захопити. У 1370 році взяв в облогу місто Реджо, Бернабо зміг його придбати у Гонзаго у 1371 році. При цьому у власних володіннях приборкав місцевих феодалів, наказавши знести фортеці та укріплення найбільш небезпечних феодалів, інші Бербано взяв під власне керування.
Після цього він вів війну проти Модени і Феррари, якою правили Есте. Це в свою чергу призвело Вісконті до чергового конфлікту з папським престолом. У 1372 році папа римський Григорій XI відлучив від церкви обох братів Вісконті. Водночас встановив дружні стосунки з династіями Габсбургів, Віттельсбахів, Арманьяків, Кипрських Лузіньянів, Гонзаго, делла Скала, уклавши з їх представниками шлюбні договори.
У 1375 році разом з братом вступив в союз з Флорентійською та Сієнською республікою, виступивши проти Папського престолу (Війна восьми святих). У 1377 році перетягнув на свій бік папського кондотьєра Джона Хоквуда, видавши за нього позашлюбну доньку Донніну. 1378 року було укладено мир в Тіволі.
У 1378 році Бернабо виступив на стороні Венеціанської республіки проти Генуезької республіки у війні Кьоджі. Втім його війська у вересні 1379 року було розбито у битві при Валь-Бізаньо. Разом з тим після смерті брата Галеаццо II у 1378 році Бернабо на деякий час взяв владу над усіма володіннями Вісконті. Проте 1382 року помер спадкоємець — Марко, що завдало суттєвого удару по амбіціям Бернабо I.
1385 року Бернабо вирішив укласти міцний союз із Францією проти Неаполя. Водночас зростало невдоволення Джан Галеаццо Вісконті, що вирішив знищити всевладдя стрийка. У травні того ж року Бернабо Вісконті було підступно повалено небожем Джаном Галеаццо й запроторено до замку Треццо, де його отруїли в грудні того ж року.

## Родина
Дружина — Беатріче Реджина, донька Мастіно II делла Скалла, володаря Верони.
Діти:
- Таддея (1351—1381), дружина Стефана III, герцога Баварії
- Вірідіс (1352—1414), дружина Леопольда III Габсбурга, герцога Внутрішньої Австрії
- Марко (1353—1382)
- Родольфо (1358—1388)
- Карло (1359—1403)
- Валентина (1360—1393), дружина Петра II, короля Кіпру
- Катерина (1361—1404), дружина Джан Галеаццо Вісконті, герцога Мілану
- Агнеса (1362—1391), дружина Фраческо I Гонзага, сеньйора Мантуї
- Антонія (д/н-1405), дружина Еберхарда III, графа Вюртембергу
- Мастіно (д/н-1404)
- Маддалена (1366—1404), дружина Фрідриха, герцога Баварії
- Аймоннетта (д/н), дружина Людовіка I де Бертон
- Англесія (д/н-1439), дружина Януса, короля Кіпру
- Джаммастіно (1370—1405)
- Люція (1372—1424), дружина Едмунда Ґолланда, графа Кенту
- Елізабета (1374—1432), дружина Ернеста, герцога Баварії
- 13 бастардів